# Gamer (filme)
Gamer (também conhecida como Game e Citizen Game; em Portugal, Jogo), é um filme americano de 2009, uma ficção científica dirigida por  Mark Neveldine e Brian Taylor. Em sua semana de estréia nos EUA o filme ficou em nono lugar, e na semana seguinte havia ganhado cinco posições, ficando em quarto lugar na bilheteria americana.

## Sinopse
Kable é um prisioneiro do jogo SLAYERS em um futuro próximo onde as prisões não são como as do século vinte. A criação de um revolucionário videogame  com um ambiente on-line é a forma de diversão mais difundida entre os jovens. Semanalmente, milhões de internautas assistem  condenados como Kable lutando para sobreviver como se fossem personagens virtuais em um jogo. Kable é o maior lutador do jogo, e é manipulado por Simon, um adolescente que o considera um mero personagem. Um grupo de rebeldes planeja derrubar a estrutura cruel do jogo, e para eles Kable é a peça chave para a vitória contra o sistema. No meio dessa batalha, e sob o comando de um adolescente, Kable terá que usar todas suas habilidades extravirtuais para vencer o jogo e derrubar o sistema, salvar sua família e garantir novamente a liberdade de muitos prisioneiros.

## Elenco
- Gerard Butler como Kable
- Michael C. Hall como Ken Castle
- Zoë Bell como Sandra
- Milo Ventimiglia como Rick Rape
- Alison Lohman como Trace
- Logan Lerman como Simon
- Amber Valletta como Angie
- Kyra Sedgwick como Gina Parker Smith
- Terry Crews como Hackman
- Efren Ramirez como DJ Twist
- Johnny Whitworth como Scotch
- Ludacris como 20$
- John Leguizamo

## Recepção
O Metacritic, que usa uma média ponderada, atribuiu ao filme uma pontuação de 27 em 100, baseado em 13 críticos, indicando críticas "geralmente desfavoráveis".